# Далекосхідна гречка японська
Далекосхідна гречка японська (Reynoutria japonica) — вид рослин родини гречкові (Polygonaceae), уродженець Східної Азії, натуралізований в Америці, Австралії, Новій Зеландії, Європі.

## Опис
Багаторічна кущиста трав'яниста рослина 1–2.5 м заввишки. Стебла зеленувато–червонуваті, розгалужуються з верхньої частини. Листки чергуються; листові пластини короткочерешкові, широко яйцеподібно-трикутні, коротко й різко звужені, з цілими краями, голі, 5–15 см завдовжки. 
Суцвіття пахвові, висотою ≈10 см, складається з декількох китиць. Кілька розміщених у кільцях квіток утворюють китиці. Квітки радіально симетричні, ≈5 мм завширшки. Квіти дводомні (чоловічі й жіночі квіти на окремих рослинах). Біло-рожевих листочків оцвітини 5. Тичинок 8. Горішок 3–4 мм, коричневі.

## Поширення
Природне поширення: Японія, Корейський п-ів, Китай, Тайвань; натуралізований: Австралія, Нова Зеландія, Канада, США, Сен-П'єр і Мікелон, Європа (Данія, Фінляндія (пд.), Ірландія, Норвегія (пд.), Швеція (пд.), Велика Британія, Австрія, Бельгія, Чехія, Німеччина, Угорщина, Нідерланди, Польща, Словаччина, Швейцарія, Білорусь, Латвія, Литва, Україна, Болгарія, Італія (пн.), Румунія, Словенія, Франція, Португалія (пн.), Іспанія (пн.)); також культивується.
Населяє двори, сади; декоративна.

## Шкода
Рослина належить до рослин, що здійснюють найбільше шкоди людям. Її сильне кореневище здатне витісняти інші види, що скріпляють землю, і це спричиняє вимивання землі. Коріння здатне руйнувати асфальт та фундаменти будівель. Щорічно на боротьбу з цією рослиною та ремонт пошкоджених будівель і доріг витрачають чималі кошти.

## Практичне використання
Молоді стебла їстівні як весняний овоч зі смаком, схожим на надзвичайно кислий ревінь. Його їдять в Японії як сансаї (дикий їстівний овоч).

## Галерея

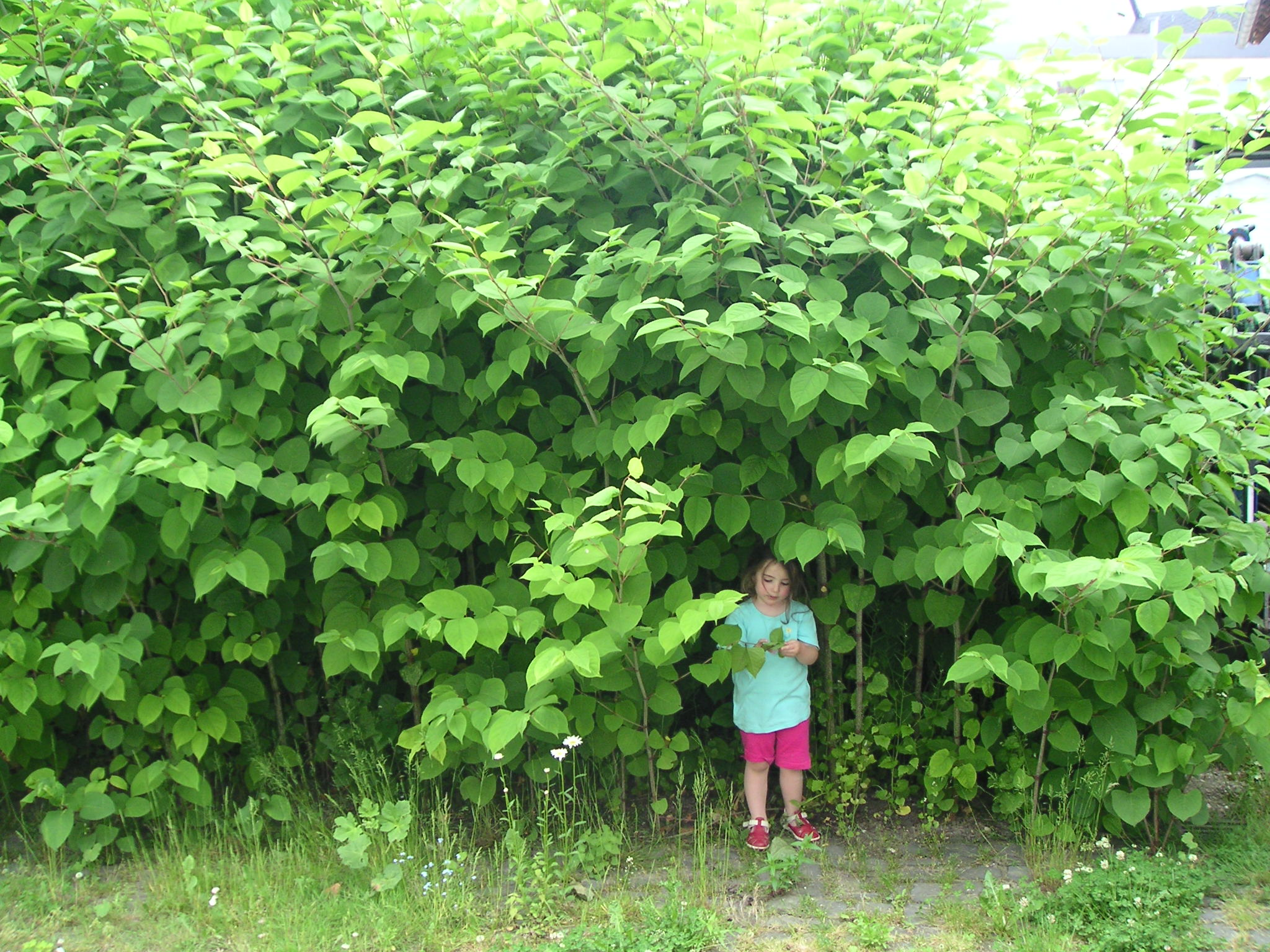
зарості рослини
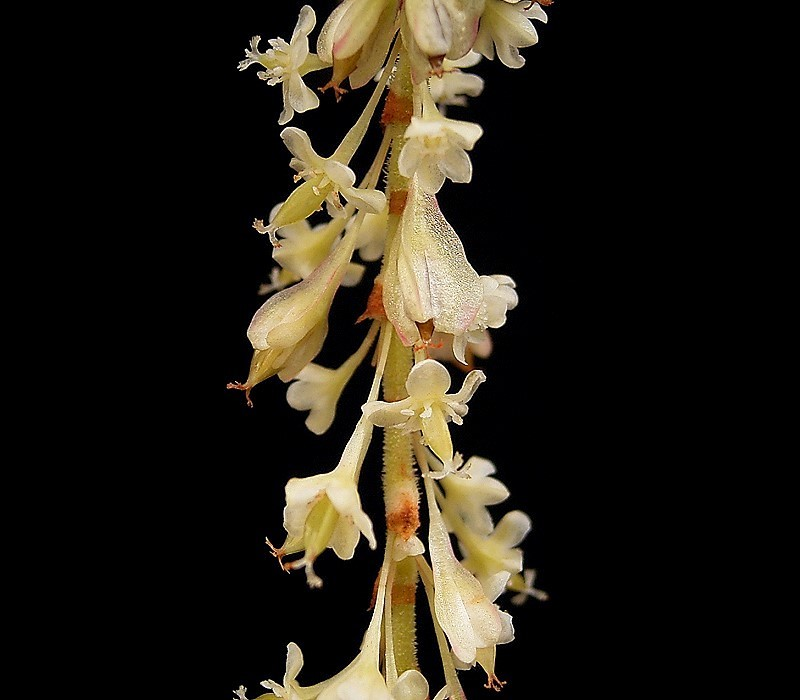
цвітіння жіночої рослини
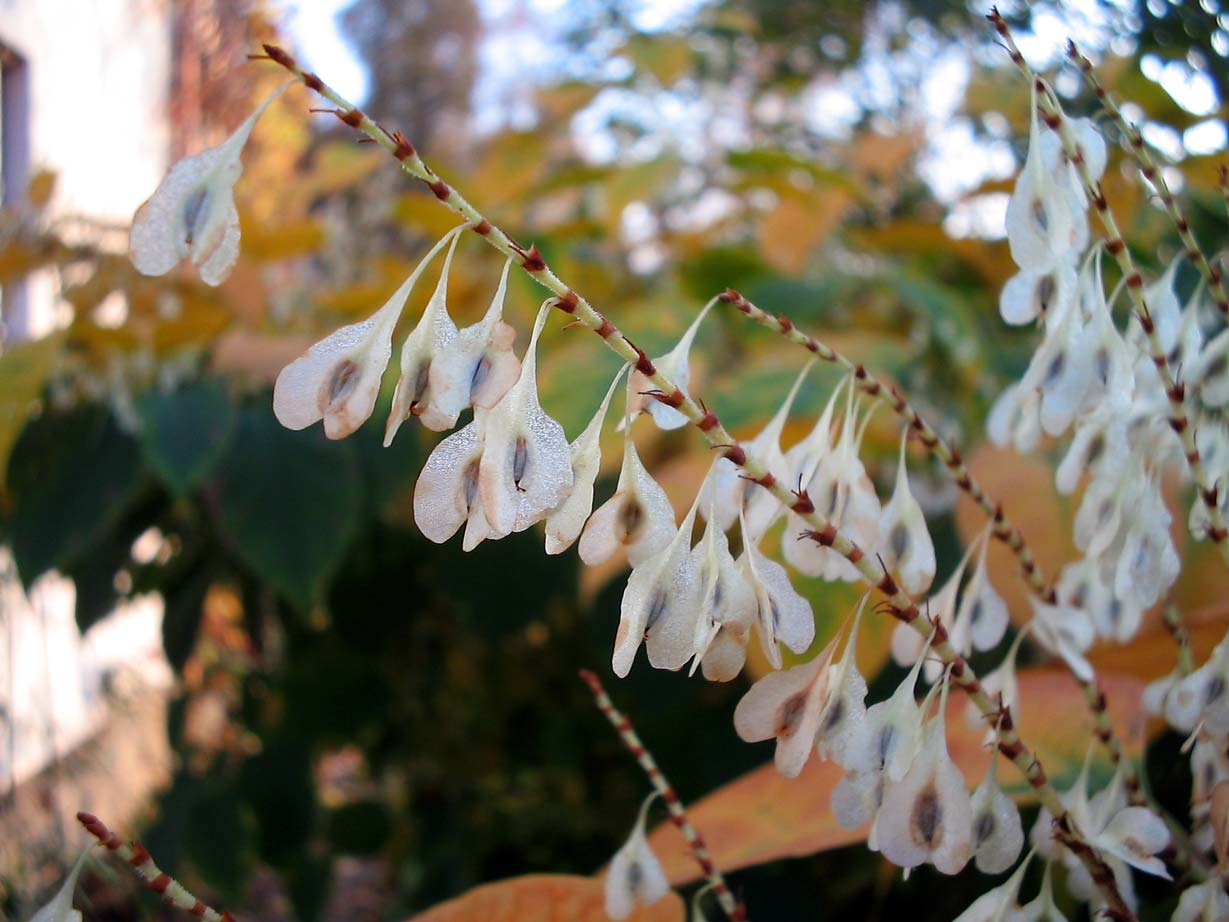
плоди
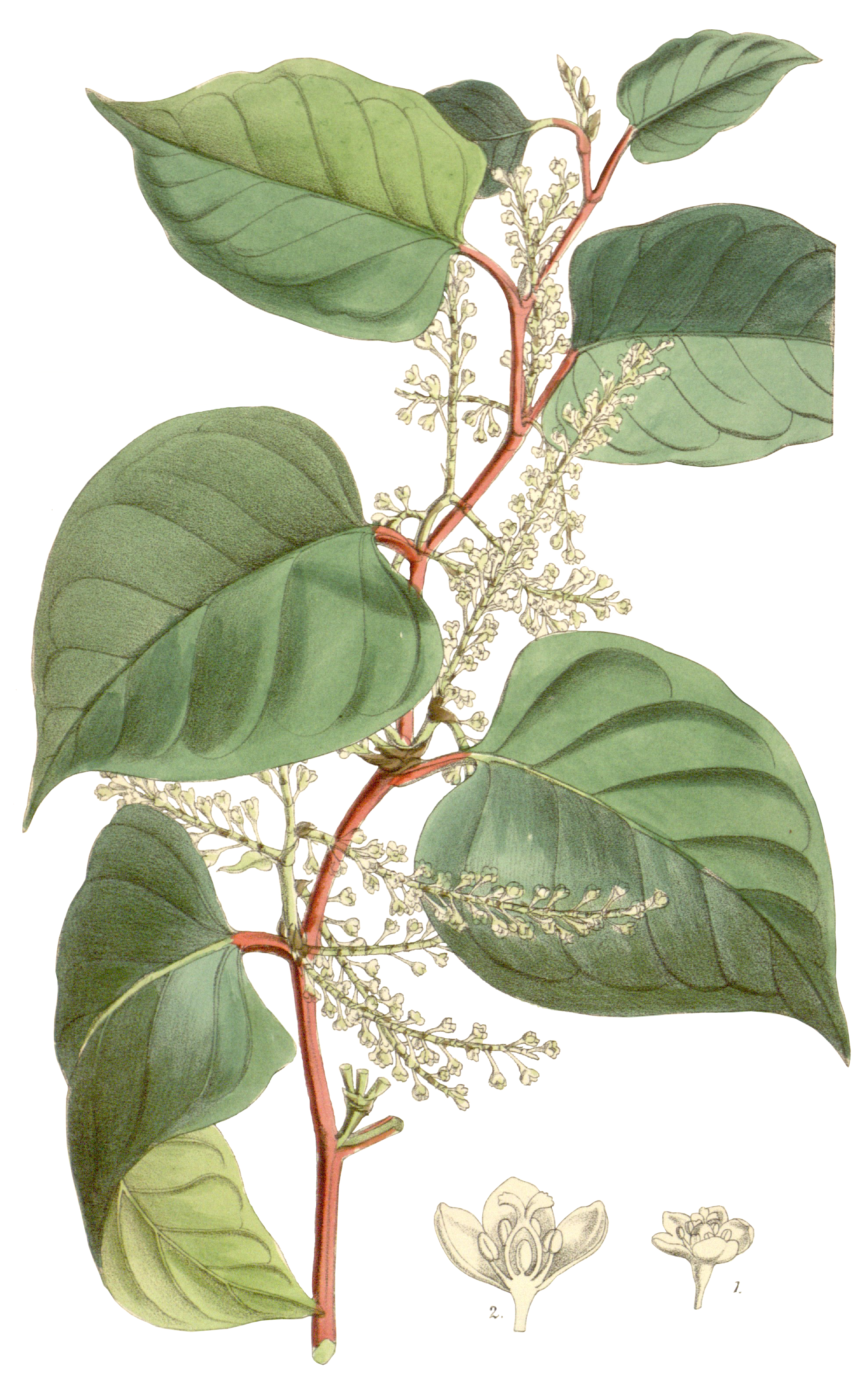
ілюстрація